# 里布基
48°11′17″N 29°2′36″E / 48.18806°N 29.04333°E

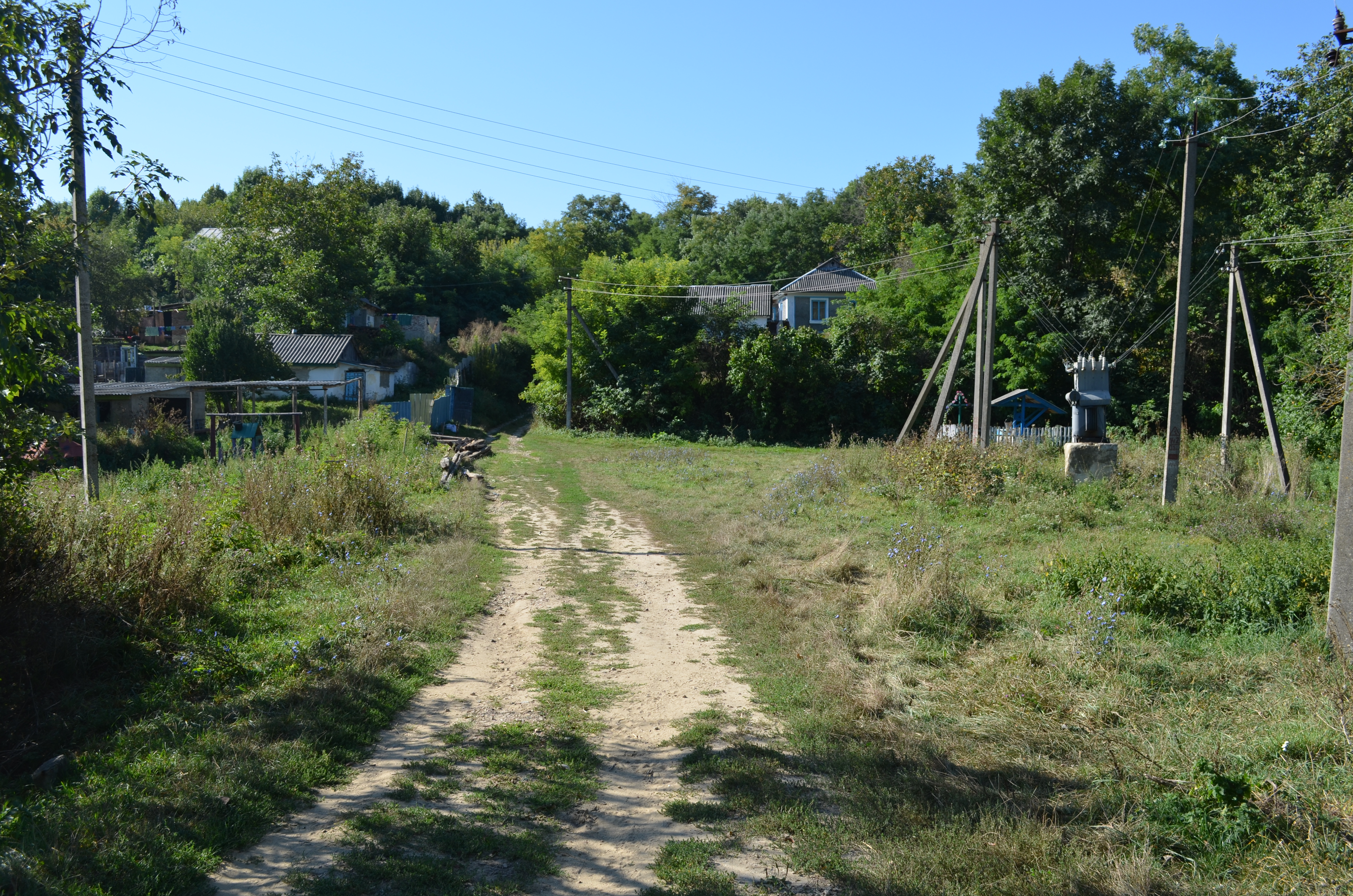

里布基（烏克蘭語：Рибки），是烏克蘭的村落，位於該國西南部文尼察州，由圖利欽區負責管轄，始建於1799年，面積0.92平方公里，海拔高度246米，2001年該村落人口172。